# Simon Bolivar Buckner
Simon Bolivar Buckner, Sr. (Kentucky, 1 de abril de 1823 - 8 de enero de 1914) fue un militar estadounidense que participó en la Guerra Civil como oficial del ejército confederado.

## Biografía
Buckner nació en Glen Lily, propiedad de su familia cerca de Munfordville, Kentucky. Fue el tercer hijo de Aylett Hartswell y Elizabeth Ann (Morehead) Buckner. Lo bautizaron con el nombre del libertador venezolano Simón Bolívar, que en ese tiempo estaba en la cumbre de su poder.
Ingresó en el ejército en 1840. Luchó en la Intervención estadounidense en México y fue ascendido con el tiempo a capitán en esa guerra. Después se volvió Profesor en la Academia Militar hasta 1855 y en 1858 él se fue a Kentucky y se convirtió en miembro de la milicia del estado. En esa milicia obtuvo el rango de general.
En la Guerra de Secesión Buckner combatió en el Ejército de los Estados Confederados. En 1862 aceptó la exigencia del general Ulysses S. Grant de una rendición incondicional en la batalla de Fort Donelson; fue el primer general confederado en rendir un ejército durante la guerra. Después fue liberado en un intercambio de prisioneros y continuó participando en la guerra hasta su rendición el 26 de mayo de 1865 en Shreveport.
Después regresó a Kentucky y fue posteriormente el 30.º gobernador del estado de Kentucky. Después continuó en política a pesar de no tener luego el mismo éxito en ella. Murió en 1914 siendo el último superviviente de su rango en el antiguo Ejército del Sur en ese momento.
Su hijo, el teniente general Simon Bolivar Buckner, Jr., fue un héroe en la Segunda Guerra Mundial. Murió en combate en la batalla de Okinawa (1945).